# Сконнинг, Ханс Томас Ланге
Ханс Томас Ланге Сконнинг (норв. Hans Thomas Lange Schaanning; 2 марта 1878, Осло — 5 марта 1956, Крагерё) — норвежский исследователь и орнитолог, основатель Норвежского орнитологического общества. Проводил зоологические исследования на территории международного природного заказника Пасвик совместно с зоологом Юханом Кореном.

## Биография
Ханс Сконнинг родился 2 марта 1878 года в Осло, в семье инженера Педера Сконнинга (1843—1898) и Агнес Элен Салвесен (1848—1934). В 1899 году начал учёбу в Университете Осло, однако осенью 1900 года в возрасте 22 лет он решил бросить учёбу и отправиться в северо-восточную часть Норвегии в долину реки Паз, находящуюся около границы Норвегии с Российской империей в международном природном заповеднике Пасвик, где, по слухам, было птичье «эльдорадо». С собой он пригласил своего друга-зоолога Юхана Корена. В конце осени они прибыли в Киркенес, где познакомились с местным доктором А. Б. Веселем и его женой журналисткой Элисиф. После их знакомства Весель неоднократно покупал у Сконнинга яйца птиц для своей коллекции. Там же Сконнинг и Корен познакомились со шведским бароном Лиллиештерном, который увлекался охотой и коллекционированием животных. Их интересы совпали, поэтому некоторое время они совершали охотничьи набеги в различные угодья Кольского полуострова.
Вскоре Сконнинг и Корен добрались до Паз и поселились в избе на острове Варлама, находящегося в российской части реки. Во время своего пребывания в Пасвике они добывали птиц и зверей, делали тушки, вываривали черепа и собирали яйца птиц. Зарабатывали на жизнь путём продажи своих коллекций. C 1900 по 1905 год Корен и Сконнинг собрали и продали 52 черепа, 224 шкурки зверей, 1557 шкурок птиц и 2488 яиц. В 1902—1903 годах они зимовали на Новой Земле в экспедиции Кристиана Биркеланда по изучению полярного сияния. В 1906 году Корен покинул Пасвик, начав самостоятельные исследования. В 1907 году Сконнинг опубликовал свои записи, сделанные во время его пребывания в Пасвике, в своей книге «Østfinmarkens fuglefauna Ornithologiske meddelelier vedrørende trakterne om Varangerfjorden specielt Sydvarangers fauna i aarene 1900-1906».
Попутно с исследованиями, в 1902 году на острове Варлама Сконнинг женился на шестнадцатилетней финке Эльсе Фиине Раутиола, переселенке из северной Финляндии. Получив участок в Кукушкином заливе на норвежской стороне реки, Сконниг захотел построить на нём дом, строительство которого началось в 1907 году. Он назвал участок Ноатуном. При строительстве дома, Сконниг, Эльса и трое их детей, вытаскивали из залива плывущие брёвна, вследствие чего Эльса заболела и через 11 дней умерла в возрасте 21 года. В память о своей жене Сконнинг установил на острове Варлама памятный камень, на котором высек «ELSA». В 1909 году Сконнинг женился на Хедевиг Лисхольм Скъедеруп (норв. Hedevig Lysholm Schjelderup, 1888—1973), в 1911 семья переехала на юг страны. В 1922 году старший сын Сконнинга и Эльсы Турольв (норв. Torolv) и его жена Ивара (норв. Ivara) поселились в Ноатуне. В 1939 году Турольв умер, в Ноатуне продолжил жить его сын и внук Сконнинга — Ханс Лидер Сконнинг (норв. Hans Lyder Schaanning). 
С 1918 по 1948 год Сконниг работал в Музее естественной истории в Ставангере. В 1937 году в Ярене, провинция Ругаланн, он организовал станцию по наблюдениям за птицами «Ревтанген» (норв. Revtangen). В 1921 году основал Норвежское орнитологическое общество (норв. Norsk Ornitologisk Forening). С 1921 по 1935 год он был редактором орнитологического журнала «Norsk Ornithologisk Tidsskrift». 
Ханс Сконнинг умер 5 марта 1956 года в возрасте 78 лет в Крагерё.